# Abdominale intercostale neuralgie
Abdominale intercostale neuralgie (Engels: abdominal cutaneous nerve entrapment syndrome, ACNES) is een vaak ernstige, maar ongevaarlijke neuropathische vorm van buikpijn of eigenlijk buikwandpijn, die ontstaat door beknelling van de eindtakjes van zenuwen die door de buikspieren heen naar de huid gaan.
De aandoening is vrij onbekend, en daardoor gebeurt het vaak dat de juiste diagnose niet of pas heel laat gesteld wordt, waardoor mensen veelal in een eindeloze medische (onderzoeks)molen verstrikt raken. Vaak wordt door artsen gedacht dat er sprake is van 'spastische darmen', of 'functionele buikklachten'. Het is nog steeds onbekend waar de klachten vandaan komen. Mogelijke oorzaken zijn een verhoogde druk op de buikwand door een zwangerschap of bevalling en operaties aan de buik zoals een buikwandcorrectie. Andere theorieën zijn dat er een relatie is tussen ACNES en het prikkelbaredarmsyndroom.

## Epidemiologie
De incidentie van (acute) abdominale intercostale neuralgie wordt geschat op 1:4500 patiënten per jaar in Nederland. De aandoening wordt vooral gezien bij jongvolwassen vrouwen, maar komt in alle leeftijdscategorieën voor.

## Symptomen en diagnose
Naast pijn ervaren veel patiënten ook allerlei zogenaamde 'pseudoviscerale klachten', die tot extra verwarring omtrent de diagnose kunnen leiden. Zo klaagt men over een vol en opgeblazen gevoel, pijn bij eten en daardoor slechte eetlust, misselijkheid, veranderd ontlastingspatroon, etc..
Een typisch verschijnsel is dat de pijn verergert door aanspannen van de buikspieren. Daardoor blijft de patiënt het liefst rustig stilliggen. Veel mensen met deze aandoening kunnen ’s nachts niet goed op de aangedane zij liggen.
Als eraan gedacht wordt, is de diagnose eenvoudig te stellen door een gericht en gedegen lichamelijk onderzoek: op één specifiek punt is er pijn die verergert bij aanspannen van de buikspieren, zoals bij het in liggende houding heffen van het hoofd (symptoom van Carnett). Bijna altijd zijn er subtiele veranderingen waarneembaar in de gevoelskwaliteiten van de huid in de omgeving van het pijnpunt: verminderd gevoel, of juist overgevoelig, verminderd gevoel voor koude, en opvallend gevoelig bij licht knijpen in de huid (pinch-test).
Ten slotte kan de pijn verdwijnen door een diagnostische injectie met wat verdovingsvloeistof, zoals lidocaïne, precies gericht geplaatst op het pijnlijk “triggerpunt".

## Behandeling
Omdat het neuropathische pijn betreft, werken vele soorten pijnstillers niet, wel sommige typische zenuwpijnmedicamenten.
De behandeling bestaat uit diverse injecties ter plaatse met een lokaal verdovingsmiddel, waardoor één derde van de patiënten pijnvrij wordt. Soms helpt het om corticosteroïden toe te voegen aan deze injectie.
Bij patiënten met hardnekkige pijn die ondanks deze behandeling klachten blijven houden, wordt geadviseerd om de aangedane zenuwtakjes door te snijden ('neurectomie'). Dit is effectief bij twee derde van de aangedane personen.
Bij patiënten bij wie dit niet helpt, of bij diegenen bij wie de pijn terugkomt (10%) na een aanvankelijke succesvolle periode, wordt een tweede zogenaamde 'achterste neurectomie' geadviseerd. Het gunstige effect wordt dan gezien bij 50% van deze patiënten.